# ويليام جاي باتيسون
ويليام جاي باتيسون (بالإنجليزية: William J. Pattison)‏ هو عسكري أمريكي، ولد في 1921 في لونغ آيلاند سيتي في الولايات المتحدة، وتوفي في 10 مارس 1943 في المحيط الأطلسي.